# Ràdio i Televisió de Mallorca
Ràdio i Televisió de Mallorca és l'ens de ràdio i televisió públic del Consell de Mallorca, gestiona per una part la televisió insular, TV Mallorca i la ràdio insular, Ona Mallorca.

## Història

### Ona Mallorca
És la ràdio del Consell de Mallorca. Creada l'any 2000, va ser la primera ràdio de les Illes Balears que emeté les 24 hores del dia la programació en català, a part de ser pionera a Interent amb el seu servei de ràdio a la carta.

### TV Mallorca
A final de 2005 es crea Ràdio i Televisió de Mallorca que agrupa Ona Mallorca i la nova televisió TV Mallorca, que recull l'herència d'onze televisions locals existents a Mallorca abans de 2006. Les televisions locals han passat a formar part d'una xarxa de corresponsals que es va ampliant progressivament.
TV Mallorca començà les seves emissions en proves el 10 de maig de 2006 i l'11 de setembre començà la seva programació completa, amb un predomini del contingut propi. Des de 2006 fins ara ha anat incorporant nous continguts: informatius cap de setmana el febrer de 2007, sèries de ficció, pel·lícules i transmissions d'esdeveniments esportius durant el final de 2007
A partir de juny de 2009 emet en digital a través de la TDT, amb una cobertura del 98% de la població de l'illa de Mallorca.
El 10 de desembre de 2011 el Consell Insular de Mallorca en tallà les emissions aduïnt problemes econòmics.

## Càrrecs directius
- Director General de Ràdio i Televisió de Mallorca: Jose Manuel Carrillo Martínez
- Director de TV Mallorca: Pere Bernat
- Directora d'Ona Mallorca: Jose María Ibañez

## Corresponsalies
- Andratx: Gabriel Pujol Barceló
- Binissalem: Bartolomé Sans Visiedo
- Calvià: Mateu Amengual Monserrat
- Campos: Jaume Cantallops
- Consell: Javi Díez
- Esporles: Joan Bonet
- Felanitx: Gori Vicens Julià
- Lloseta: Vicenç Ramon Calatayud
- Manacor: Carles Grimalt Garcia
- Petra: Petra Mayol Torrens
- Son Servera: Gabriel Capó Tous
- Vilafranca: Sebastià Nicolau Roig